# Vielle-Aure
Vielle-Aure – miejscowość i gmina we Francji, w regionie Oksytania, w departamencie Pireneje Wysokie.
Według danych na rok 1990 gminę zamieszkiwało 285 osób, a gęstość zaludnienia wynosiła 53 osób/km² (wśród 3020 gmin regionu Midi-Pireneje Vielle-Aure plasuje się na 781. miejscu pod względem liczby ludności, natomiast pod względem powierzchni na miejscu 1457.).